# 2007
Het jaar 2007 is een jaartal volgens de christelijke jaartelling. Dit artikel geeft een overzicht van de belangrijkste gebeurtenissen die in het voornoemde jaar hebben plaatsgevonden.

## Gebeurtenissen

### januari
- 1 – Bulgarije en Roemenië treden tot de Europese Unie toe, en Slovenië voert de euro in.
- 1 - Ban Ki-Moon volgt Kofi Annan op als secretaris-generaal van de VN.
- 9 - Steve Jobs presenteert de allereerste iPhone in het Moscone Center in San Francisco.

### februari
- 15 -De Geraardsbergse mattentaart krijgt als eerste Vlaamse streekproduct het label beschermde geografische aanduiding van de Europese Commissie.

### mei
- 1 – Het vrije verkeer van personen binnen de Europese Unie gaat gelden voor de tien nieuwe lidstaten in Oost-Europa.
- 16 - Het Schotse parlement kiest Alex Salmond van de Schotse Nationale Partij tot eerste minister.
- 17 - In Brussel onthult burgemeester Freddy Thielemans een monument tegen homofobie.

#### juni
- 30 - Wereldbankvoorzitter Paul Wolfowitz komt in opspraak omdat hij zijn vriendin op oneigenlijke wijze een goed baantje zou hebben bezorgd, en ziet zich gedwongen op te stappen. Robert Zoellick volgt hem op.

### december
- 21 - Estland, Letland, Litouwen, Polen, Tsjechië, Slowakije, Hongarije, Slovenië en Malta treden toe tot het verdrag van Schengen.
- 13 – Het Verdrag van Lissabon, ook wel "Hervormingsverdrag" genoemd, wordt ondertekend. Dit verdrag vervangt de Europese Grondwet, die in Frankrijk en Nederland bij een referendum werd verworpen. Het kan ingaan als het door alle landen geratificeerd is; streefdatum hiervoor is 1 januari 2009.

### Naar land

#### Afghanistan
De oorlog in Afghanistan, tussen enerzijds de NAVO en de Afghaanse regering, en anderzijds de Taliban en al Qaida, woedt nog altijd voort. Ondanks enkele successen, zoals het sneuvelen van de militaire Talibanleider Dadullah, lijkt een einde van de oorlog nog niet in zicht. Ondanks het omkomen van een aantal Nederlandse militairen, en ondanks het feit dat de missie meer een 'vechtmissie' is dan, zoals vooraf gehoopt, een 'wederopbouwmissie', besluit de Nederlandse regering het mandaat van Task Force Uruzgan, dat in 2008 zou aflopen, tot 2010 te verlengen.
In de zomermaanden voltrekt zich de Zuid-Koreaanse gijzelcrisis in Afghanistan.

#### België
- 25 januari - België verbiedt de invoer van zeehondenbont.
- Op 10 juni worden er federale verkiezingen gehouden (zie Belgische federale verkiezingen 2007). Het kiesdistrict Brussel-Halle-Vilvoorde is bij deze verkiezingen nog niet opgesplitst, zoals door de Vlamingen gewenst was. In Vlaanderen is er winst voor de combinatie CD&V/N-VA en verlies voor de paarse regeringspartijen sp.a-SPIRIT en Open Vld. De pas opgerichte Lijst Dedecker wordt met een opvallend hoge score meteen verkozen in het parlement, en ook Groen! haalt nu wel de kiesdrempel. In Wallonië verliest vooral de PS en wint Ecolo. CD&V/N-VA wordt de grootste partij, maar als de beide landsdelen worden opgeteld, zijn de liberalen (Open Vld en MR) net iets groter dan de christendemocraten (CD&V / cdH) en de Vlaams nationalisten van N-VA.
- 26 december - Iscal Sugar kondigt aan de bijna 150 jaar oude suikerfabriek van Moerbeke-Waas te sluiten. Hierbij verloren 95 personen hun baan.

Na de verkiezingen heeft de oude paarse coalitie geen meerderheid meer, en een coalitie van christendemocraten en liberalen lijkt aangewezen. Na informatierondes van Didier Reynders (MR) en Jean-Luc Dehaene (CD&V), wordt beoogd premier Yves Leterme (CD&V) tot formateur benoemd. De formatie liep echter al snel vast op de communautaire tegenstellingen: De Vlaamse partijen, vooral CD&V en N-VA, wilden beslist verregaande staatshervorming, wat de Franstalige partijen even beslist weigerden. Uiteindelijk gaf Leterme op 23 augustus de formatieopdracht terug.
Herman Van Rompuy (CD&V) werd als verkenner aangesteld, en weet de onderhandelingen weer enigszins vlot te trekken, zodat Leterme een maand later met dezelfde partijen een nieuwe formatieronde kan beginnen. Op 6 november wordt het record van de langste Belgische formatie (148 dagen in 1988) gebroken. Binnen Vlaanderen lijken de stemmen voor onafhankelijkheid luider te worden, terwijl de Vlaamse parlementariërs de situatie nog meer op scherp zetten door eenzijdig de splitsing van Brussel-Halle-Vilvoorde door te drukken. Op 1 december geeft Leterme voor de tweede maal zijn formatieopdracht terug aan de koning.
Om het land niet geheel onbestuurd te maken, wordt de bevoegdheid van de demissionaire regering-Verhofstadt om 'lopende zaken' af te handelen verruimd. Premier Guy Verhofstadt kreeg de opdracht een noodkabinet te vormen, en op 21 december trad deze (interim-)regering-Verhofstadt III aan, met daarin vertegenwoordigd CD&V, Open Vld, MR, cdH en PS. Het was de bedoeling dat deze uiterlijk 23 maart 2008 alsnog werd vervangen door een definitieve regering-Leterme. Het heikele punt van de staatshervorming zal voor die datum dan alsnog uitonderhandeld moeten worden.

#### Estland
Het geplande verplaatsen van een standbeeld voor de Sovjetmilitairen uit de Tweede Wereldoorlog van het centrum van Tallinn naar een onopvallende plaats in een buitenwijk leidt tot protesten bij etnische Russen en spanningen met Rusland.

#### Filipijnen
In november wordt een doorbraak gemeld in de onderhandelingen tussen de regering en het MILF, de belangrijkste islamitische afscheidingsbeweging in het zuiden van de Filipijnen.

#### Frankrijk
- De presidentsverkiezingen (zie Franse presidentsverkiezingen 2007) worden gewonnen door de rechtse kandidaat Nicolas Sarkozy. In de beslissende tweede ronde verslaat hij de socialistische kandidate Ségolène Royal. Hij benoemt François Fillon tot premier. In de latere parlementsverkiezingen haalt Sarkozy's UMP een absolute meerderheid.

## april
- april - Iran komt in aanvaring met de internationale gemeenschap over zijn plannen om uranium te verrijken voor een kerncentrale. Men is bang dat Iran de intentie heeft het verrijkte uranium voor atoomwapens te gebruiken. De VN Veiligheidsraad legt het land sancties op.

## juli
- 15 juli – Parijs krijgt 15.000 witte fietsen
- 24 juli - Een van de favorieten voor de zege, Aleksandr Vinokoerov, wordt uit de Tour de France gezet wegens het gebruik van EPO. Zijn ploeg Astana verlaat eveneens de Tour en hoeft volgend jaar niet terug te komen.
- 26 juli - Gele-truidrager Michael Rasmussen wordt door zijn ploeg uit de Tour de France genomen omdat hij voor aanvang onbereikbaar is geweest voor dopingcontrole.

## augustus
- 14 augustus - In Qahtaniya in Noord-Irak vindt de zwaarste aanslag in de gehele oorlog plaats. Bij de aanslag, gepleegd door een met al Qaida verbonden groepering en gericht tegen de jezidi's, vallen minstens 796 doden. De stad Basra daarentegen kan door de Britten verlaten worden, en de controle wordt overgedragen aan het Iraakse leger.

## september
- 6 - Zeven Israëlische straaljagers bombarderen een nucleaire installatie bij Dayr az-Zawr in het oosten van Syrië.
- 16 september – Eenheden van het particuliere beveiligingsbedrijf Blackwater Worldwide openen in Bagdad het vuur op een Iraakse menigte, waarbij 17 doden vallen. Naar aanleiding van dit incident trekt de Iraakse regering de werkvergunning van Blackwater in.

Iran neemt vijftien Britse militairen gevangen omdat ze zich in de Iraanse territoriale wateren zouden hebben bevonden met een oorlogsschip. Het Verenigd Koninkrijk ontkent dit. Na 2 weken gespannen verhoudingen worden de mannen vrijgelaten.
De Israëlische president Moshe Katsav komt onder verdenking van onder meer verkrachting en seksuele intimidatie. Hij treedt aanvankelijk tijdelijk terug. Hij is uiteindelijk gedwongen oneervol ontslag te nemen, en in een deal met justitie bekent hij seksuele intimidatie, en wordt in ruil daarvoor niet vervolgd voor aanranding en verkrachting. Shimon Peres volgt hem op als president.
De strijd tussen de Palestijnen, in het bijzonder Hamas, en Israël gaat door. De Palestijnen plegen zelfmoordaanslagen op Israëliërs en schieten vanaf de Gazastrook met raketten. Israël onderneemt diverse vergeldingsacties, waarbij niet alleen Hamasstrijders en Palestijnse burgers, maar ook een aantal (Hamas-)politici wordt gedood of gevangengenomen.
Ook onderling wordt er door de Palestijnen gevochten, tussen de aanhangers van Fatah en die van Hamas. Eind januari komt het tot een bestand, en er wordt een regering van nationale eenheid gevormd, onder leiding van Ismail Haniya. Ook hierna gaan echter de gevechten door. Hamas weet hierbij de volledige controle over de Gazastrook te krijgen. President Mahmoud Abbas zet de regering-Haniya af, en benoemt Salam Fayyad tot premier. Haniya weigert dit echter te accepteren, en blijft zichzelf als de rechtmatige premier beschouwen. Om zijn goede wil te tonen en Fatah te steunen in de strijd tegen Hamas, laat Israël tot tweemaal toe Palestijnse gevangenen vrij, voornamelijk Fatah-aanhangers.
Het Libanese leger raakt in felle gevechten gewikkeld met Fatal al-Islam, een pro-Syrische Palestijnse groepering, vooral rond de stad Tripoli. Bij een tweetal aanslagen komen respectievelijk parlementslid Walid Eido en generaal François al-Hajj om het leven.

#### Korea
- 17 mei – Voor het eerst in meer dan vijftig jaar is er treinverkeer tussen Noord- en Zuid-Korea. In het westen van het Koreaanse schiereiland vertrekt een trein noordwaarts en in het oosten komt een trein aan vanuit Noord-Korea. De treinen, elk met 150 mensen aan boord, keren in de loop van de dag weer terug naar hun vertrekpunt.
- 14 juli – Noord-Korea sluit de kernreactor van Yongbyon als een Amerikaanse olietanker arriveert. Dit is de uitvoering van een overeenkomst met de Verenigde Staten, Rusland, Zuid-Korea, China en Japan.

#### Mauritanië
9 augustus – Het parlement van Mauritanië stelt slavernij strafbaar. Er was al een verbod sinds 1981, maar zonder strafsanctie.

#### Myanmar
In Myanmar komt het tot protesten en demonstraties van onder meer boeddhistische monniken. De protesten lijken aanvankelijk vreedzaam, maar na een paar dagen treedt de junta keihard op. Er valt een aantal doden, waaronder een Japanse cameraman. Volgens de machthebbers is hij geraakt door een verdwaalde kogel, maar de Japanners stellen dat hij van dichtbij is doodgeschoten. Japan, de Europese Unie en de Verenigde Staten stellen sancties in tegen Myanmar.

#### Nederland
- 8 januari – Krista van Velzen wordt gearresteerd tijdens een demonstratie tegen kernonderzeeërs aan de Faslane Naval Base in Schotland.
- 18 januari – Ten gevolge van een storm met windstoten van boven 130 km/h is een groot deel van het autoverkeer ontregeld en werd het treinverkeer aan het begin van de avond gestaakt.
- 22 februari – Het nieuwe kabinet kabinet-Balkenende IV, waarin CDA, PvdA en ChristenUnie zitting hebben, wordt door de koningin beëdigd.
- De eerste 100 dagen worden besteed aan bezoeken en vergaderingen 'in het land' om de opinies en wensen van het volk te peilen. Bij de verkiezingen voor de Provinciale Staten krijgt de nieuwe regering ook in de Eerste Kamer een meerderheid.
- 22 maart – Minister Ella Vogelaar maakt een lijst van prachtwijken bekend, waaraan ze in haar regeringsperiode bijzondere aandacht gaat besteden. Het opknappen van deze naoorlogse wijken moet worden betaald door de corporaties.
- 10 april – Prinses Ariane wordt geboren als derde kind van Prins Willem-Alexander en Prinses Máxima. Na haar vader en twee zusjes staat Ariane vierde in de lijn van troonopvolging.
- 14 april – De wieken van de attractie Mad Mill in Duinrell storten in.
- 1 juni – RTL zendt voortaan alle programma's uit in breedbeeld.
- 5 juni – De Tweede Kamer gaat akkoord met een wetsontwerp om de flitsscheiding af te schaffen. Bij echtscheiding wordt een ouderschapsplan verplicht.
- 16 juni – De Betuweroute wordt officieel geopend.
- 14 september – Na een hernieuwde aanvaring met partijleider Mark Rutte wordt Rita Verdonk uit de VVD-fractie gezet. Ze blijft in de Tweede Kamer als eenmansfractie. Korte tijd later stapt ze uit de partij, en kondigt aan met een 'beweging' aan de volgende verkiezingen deel te nemen. Voorlopige naam is Trots op Nederland.
- PVV-voorman Geert Wilders komt regelmatig in het nieuws met vooral anti-islamitische uitspraken. Zo stelt hij dat de koran verboden zou moeten worden, en kondigt hij voor begin 2008 een anti-islamfilm aan.
- In de Utrechtse wijk Ondiep breken rellen uit nadat een man door een politieagent wordt neergeschoten. De wijk wordt enkele malen voor korte tijd volledig afgesloten.
- 26 november – Het burgerservicenummer wordt ingevoerd.

- 31 oktober – Er is bij het eiland Pagan, onderdeel van de Marianen, een aardbeving.

#### Nepal
De politieke partijen in Nepal besluiten per april 2008 de monarchie af te schaffen.

#### Oekraïne
President Viktor Joesjtsjenko ontbindt het parlement. Zijn tegenstanders, waaronder Viktor Janoekovytsj erkennen deze ontbinding echter niet, omdat volgens hen de president hiertoe niet gerechtigd is. De nieuwe verkiezingen worden enkele malen uitgesteld, maar uiteindelijk toch gehouden.

#### Pakistan
Na een bezetting van 1 week door islamitische opstandelingen onder moellah Abdul Rashid Ghazi wordt de Rode Moskee in Islamabad door het leger bestormd.
President Pervez Musharraf kondigt nieuwe parlementsverkiezingen aan voor begin 2008. Hij laat zichzelf tot president kiezen, ondanks vele protesten dat dit ongrondwettig is omdat het presidentschap niet met het legerleiderschap mag worden gecombineerd. Hij roept de noodtoestand uit en vervangt het hooggerechtshof door aanhangers, maar wordt uiteindelijk door interne en externe druk toch gedwongen zijn positie als legerleider op te geven.
Benazir Bhutto keert terug uit haar ballingschap om aan de verkiezingen mee te doen. Bij haar aankomst vindt een zware aanslag plaats waarbij meer dan 140 mensen omkomen, maar zijzelf overleeft. Bij een latere aanslag, na een verkiezingstoespraak, wordt zij alsnog om het leven gebracht, vermoedelijk door moslimfundamentalisten.

#### Rusland
De plannen van de Verenigde Staten om een raketschild te plaatsen in Tsjechië en Polen leiden tot ernstige protesten van Rusland, en spanningen in de verhoudingen tussen Rusland en het westen. President Poetin zegt het Verdrag inzake conventionele strijdkrachten in Europa op.
Kort voor de parlementsverkiezingen wordt oppositieleider Garri Kasparov gearresteerd. Bij de verkiezingen zelf heeft zijn partij geen kans; naast drie regeringsgezinde partijen weten alleen de communisten de kiesdrempel van 7.5% te halen.
- 15 april -  De bouw van de eerste drijvende kerncentrale begint.

#### Servië
De nationalistische Servische Radicale Partij wordt de grootste partij bij de parlementsverkiezingen, het zijn echter de hervormingsgezinde, pro-Europese partijen die een meerderheid halen en een regering kunnen vormen.

#### Spanje
Volgende op een tweetal ETA-aanslagen in december 2006 breekt de regeringen de onderhandelingen met de afscheidingsbeweging af.

#### Suriname
Het strafproces tegen de (vermeende) verantwoordelijken van de Decembermoorden, waaronder voormalig legerleider Desi Bouterse, neemt een aanvang.

#### Syrië
Op 6 september bombardeert de Israëlische luchtmacht in Operatie Boomgaard een complex in een woestijngebied in Syrië, dat door onder meer Israël en de Verenigde Staten als een in aanbouw zijnde nucleaire reactor werd aangemerkt.

#### Thailand
Ex-premier Thaksin Shinawatra en een aantal van zijn voormalige partijleden bij Thai Rak Thai worden wegens verkiezingsfraude voor 5 jaar uit politieke functies gezet. Thaksin wordt ook verdacht van corruptie en aandelenzwendel.

#### Turkije
Op grote schaal wordt er geprotesteerd tegen het mogelijke presidentschap van Abdullah Gül van de conservatief-islamitische AK-partij. De oppositie vreest dat hij het seculiere karakter van de Turkse staat in gevaar zal brengen. Uiteindelijk komt het tot vervroegde parlementsverkiezingen. Na een verkiezingsoverwinning van de AK-partij wordt Gül alsnog president.

#### Verenigde Staten
- 4 januari - Het nieuwe Congres kiest Nancy Pelosi tot voorzitter.
- President George W. Bush en de door Democraten gecontroleerde Senaat komen in conflict over de strijd in Irak. De Democraten wensen terugtrekking, en dreigen aanvankelijk extra fondsen voor de troepen in Irak en Afghanistan te blokkeren als Bush geen tijdschema voor terugtrekking uit Irak presenteert, maar binden uiteindelijk in. Bush daarentegen toont zich juist voorstander van de zogenaamde 'surge': De inzet van extra troepen om de strijd in Irak snel te beslissen.
- 14 oktober - Eerste uitzending van Keeping up with the Kardashians.

#### Verenigd Koninkrijk
- 28 januari – Sinn Fein erkent in een speciale partijvergadering met overweldigende meerderheid het gezag van politie en Justitie in Noord-Ierland.
- 7 maart – In Noord-Ierland wordt een nieuwe assemblee gekozen.
- 8 mei – Ian Paisley wordt minister-president van een brede coalitieregering, met Martin McGuinness als vicepremier.
- 11 mei – De premiers van de Ierse Republiek en van Noord-Ierland, Ahern en Paisley, ontmoeten elkaar aan de boyne.
- 26 juni – Tony Blair treedt terug als premier en leider van de Labour-partij. Gordon Brown volgt hem op.

#### Wit-Rusland
De Wit-Russische Aleksej Zjigalkovitsj wint met zijn lied S druzyami het Junior Eurovisiesongfestival 2007. Nederland wordt 11e, België 15e.

### Naar thema

#### Criminaliteit
Proces van het jaar was in Nederland het proces tegen Willem Holleeder, die verdacht wordt van afpersing van een aantal personen, in het bijzonder Willem Endstra. Zijn advocaat Bram Moskowicz treedt terug als zodanig nadat de rechter weigert om volgens Moskowicz beledigende uitspraken als dat hij een 'maffiamaatje' zou zijn, te verbieden. Moskowicz wordt opgevolgd door Jan-Hein Kuijpers. De dag voordat het proces begint, wordt er een aanslag op het gerechtsgebouw gepleegd, maar in een andere rechtbank kan het proces zonder ernstige vertraging voortgang vinden. Later moet het proces worden uitgesteld nadat Holleeder met ernstige hartklachten in het ziekenhuis belandt en overlijdt kroongetuige Bram Zeegers aan een overdosis. Holleeder wordt uiteindelijk tot 9 jaar gevangenisstraf veroordeeld.
De moord op activist Louis Sévèke wordt opgelost als Marcel T. bekent deze te hebben gepleegd. Als mogelijke reden wordt wraak genoemd: Sévèke zou er mede voor verantwoordelijk geweest zijn dat T. uit het Nijmeegse krakerscircuit werd gewerkt.
Tweemaal wordt de wereld opgeschrikt door een 'college shooting': Op 16 april doodt een jongen op het Virginia Polytechnic Institute and State University 33 mensen waaronder zichzelf, en op 7 november doodt een scholier 8 mensen op een scholengemeenschap in het Finse Tuusula. De dader overlijdt korte tijd later aan de zelf toegebrachte verwondingen.
In België speelt het proces tegen de Rwandese ex-majoor Bernard Ntuyahaga, die vanwege de moord op 10 Belgische VN-soldaten en de doodslag op diverse andere personen in 1994 tot 20 jaar gevangenisstraf wordt veroordeeld.
In Groningen komt een seksschandaal aan het licht waarbij hiv-positieve homoseksuelen bewust seks hebben om zo anderen met het virus te besmetten.
Hans Van Themsche wordt voor twee moorden met racistisch motief in Antwerpen in 2006 tot levenslange gevangenisstraf veroordeeld.

#### Economie
In de Verenigde Staten komen diverse hypotheekbanken in de problemen omdat mensen hun hypotheken niet blijken te kunnen afbetalen. Diverse andere financiële instellingen raken ook in de problemen, met uiteindelijk een wereldwijde crisis op de aandelenbeurzen tot gevolg. Er wordt voor een naderende recessie gevreesd.

#### Klimaat
In een drietal rapporten rapporteert het IPCC over de ernst van het klimaatprobleem (zie IPCC-rapport 2007). De organisatie ontvangt later dat jaar de Nobelprijs voor de Vrede, gedeeld met de Amerikaanse ex-vicepresident en klimaatwaarschuwer Al Gore. Veel meer dan voorheen staat de klimaatverandering dit jaar op de internationale politieke agenda.

#### Luchtvaart
Vliegrampen in 2007:
- 1 januari: Adam Air-vlucht 574 stort in Indonesië in zee.
- 7 maart: Garuda Indonesia-vlucht 200 vliegt na landing in brand.
- 5 mei: Kenya Airways-vlucht 507 stort neer boven Kameroen.
- 17 juli: TAM Linhas Aéreas-vlucht 3054 glijdt in São Paulo voorbij het einde van de landingsbaan en explodeert na botsing met een tankstation.
- 4 oktober: Een Antonov An-26 vrachtvliegtuig van Africa One Cargo stort neer op een markt in Kinshasa.

#### Media
Veel ophef ontstaat al vooraf over De Grote Donorshow, die BNN op 1 juni uitzendt. Hierin zou een vrouw live uitkiezen aan wie zij haar nier gaat afstaan. Tijdens de uitzending blijkt het allemaal in scène te zijn gezet, bedoeld om het tekort aan orgaandonoren onder de aandacht te brengen.

#### Natuurrampen
- 18 januari: Storm Kyrill treft Noordwest-Europa.
- februari: Overstromingen in Jakarta.
- aardbevingen op Sumatra (6 maart), aan de kust van Japan (16 juli), in Peru (15 augustus) en nabij Sumatra (12 september).
- 2 april: Tsunami bij de Salomonseilanden.
- begin juni: Super-cyclonische storm Gonu, de zwaarste cycloon ooit in de Arabische Zee.
- 12 juni: Modderstromen in Chittagong (Bangladesh).
- zomer: Bosbranden in Zuid-Europa. In Griekenland wordt de noodtoestand afgekondigd. Ook bosbranden in Paraguay en Californië.
- zomer: Overstromingen door hevige regenval in diverse delen van Azië.
- Orkanen Dean (augustus) en Felix (september).
- 15 november: Cycloon Sidr treft Bangladesh.

#### Noordpool
Twee Russische ROV's hijsen op de bodem van de Noordpool een Russische vlag. Hiermee wil het land zijn claim op een deel van het noordpoolgebied onderstrepen. Ook de Verenigde Staten, Canada, Denemarken (vanuit Groenland) en Noorwegen hebben claims in het gebied.

#### Sport
In de wielersport bekennen renner Erik Zabel en ex-renners Johan Museeuw en Bjarne Riis in het verleden doping te hebben gebruikt.
In de Tour de France wordt de Deen Michael Rasmussen terwijl hij in de gele trui rijdt, door zijn ploeg, Rabobank op non-actief gesteld en korte tijd later ontslagen. Reden hiervoor is dat hij gelogen zou hebben over zijn verblijfplaats bij een gemiste dopingcontrole – hij zou in Italië gesignaleerd zijn terwijl hij gemeld had in Mexico te trainen.
Jong Oranje wint het Europees kampioenschap voetbal onder 21.

#### Terrorisme
Het terrorisme treft dit jaar vooral Algerije. In elk der maanden april, september en december worden twee aanslagen gepleegd, met in totaal meer dan 100 doden.
Op 29 juni worden in het Verenigd Koninkrijk twee autobommen onschadelijk gemaakt. De volgende dag probeert een brandende jeep een terminal van Glasgow International Airport binnen te rijden. Het land wordt in hoogste staat van terreurdreiging gebracht.
De Duitse autoriteiten melden begin september aanslagen op de vliegbasis Ramstein en de luchthaven Frankfurt am Main te hebben verijdeld.

#### Techniek
Nieuwe producten die in de computermarkt worden uitgebracht in 2007 zijn Mac OS X 10.5"Leopard" Windows Vista, PlayStation 3 en de iPhone.
Op 28 juni wordt op de Motorshow in Rome de nieuwe Suzuki Hayabusa gepresenteerd. Net als in 1999, toen hij voor politieke beroering zorgde, wordt er veel aandacht aan besteed in de media.

### Diversen
- De wereldberoemde Waldseemüller-kaart, de Universalis Cosmographiae, wordt door het Library of Congress van Duitsland gekocht voor tien miljoen dollar. Kanselier Angela Merkel overhandigt de kaart vervolgens symbolisch aan het Library over op 30 april 2007 tijdens een formele ceremonie in Washington D.C.
- Wouter Van Bellingen treedt in Sint-Niklaas aan als 'eerste zwarte schepen van België'. Nadat drie echtparen zich wegens zijn huidskleur niet door hem in de echt willen laten verbinden, laten uit protest 626 echtparen op 21 maart in een onofficiële ceremonie door hem hun partnerschap bevestigen.
- Op Diergaarde Blijdorp ontsnapt gorilla Bokito uit zijn verblijf, en verwondt een bezoekster.
- Door middel van een verkiezing op internet worden de zeven nieuwe wereldwonderen bepaald.
- Het Land van Ooit in Drunen wordt failliet verklaard.

Zie voor meer gebeurtenissen de maandpagina's en Categorie:2007.
- Op 14 april storten de wieken van de attractie Mad Mill in Duinrell in.

## Muziek

### Klassieke muziek
- 8 maart: eerste uitvoering van Symfonie nr. 8 van Pehr Henrik Nordgren
- 28 april: eerste uitvoering van Strijkkwartet nr. 4 van Seppo Pohjola
- 4 mei: eerste uitvoering van Missa van Jukka Tiensuu
- 9 mei: eerste uitvoering van Symfonie nr. 6 van Erkki-Sven Tüür
- 16 juni: eerste uitvoering van Coruscations van Arthur Butterworth
- 17 juni: eerste uitvoering van Terra memoria in strijkkwartetversie van Kaija Saariaho
- 21 juli: eerste uitvoering van Sotto voce 2 (capriccio) van Wolfgang Rihm
- 12 augustus: eerste uitvoering van Symfonie nr. 4 van Kevin Puts
- 21 augustus: eerste uitvoering van Doctor Atomic Symphony van John Adams
- 21 september: eerste uitvoering van The town of greed van Leonardo Balada, 10 jaar na het voltooien van die opera
- 3 oktober: eerste uitvoering van Vie van Jukka Tiensuu
- 31 oktober: eerste uitvoering van Concert voor klarinet, altviool en kamerorkest van Aulis Sallinen
- 16 november: eerste uitvoering van Symfonie nr. 5 van Wojciech Kilar
- 27 november: eerste uitvoering van het drieluik Boek der vragen, Altvioolconcert en Symfonie nr. 14 van Kalevi Aho in Rovaniemi.

### Populaire muziek
Bestverkochte singles in Nederland:
1. André Hazes & Gerard Joling – Blijf bij mij
2. Jeroen van der Boom – Jij bent zo
3. Mika – Relax, take it easy
4. Jeckyll & Hyde – Freefall
5. Gerard Joling – Maak me gek
6. Rihanna & Jay-Z – Umbrella
7. Mika – Grace Kelly
8. Guus Meeuwis – Tranen gelachen
9. Nelly Furtado – All good things (Come to an end)
10. Michael Bublé – Everything

Bestverkochte albums in Nederland:
1. Katie Melua – Pictures
2. Michael Bublé – Call me irresponsible
3. André Hazes – Samen met Dré
4. Amy Winehouse – Back to black
5. Paul de Leeuw – Symphonica in rosso
6. Mika – Life in cartoon motion
7. Anouk – Who's your momma
8. Norah Jones – Not too late
9. Nick & Simon – Vandaag
10. Trijntje Oosterhuis & Metropole Orchestra – The look of love - Burt Bacharach songbook

Bestverkochte singles in Vlaanderen:
1. Fixkes – Kvraagetaan
2. Mika – Relax, take it easy
3. Stan Van Samang – Scars
4. Mika – Grace Kelly
5. Rihanna & Jay-Z – Umbrella
6. Milow – You don't know
7. Mega Mindy – Mega Mindy tijd
8. Nelly Furtado – All good things (Come to an end)
9. Regi & Scala – I fail
10. Kaiser Chiefs – Ruby

Bestverkochte albums in Vlaanderen:
1. Clouseau – Vonken & vuur
2. Clouseau – Clouseau 20
3. Mika – Life in cartoon motion
4. Natalia – Everything & more
5. Amy Winehouse – Back to black
6. Gabriel Ríos – Angelhead
7. Norah Jones – Not too late
8. Nelly Furtado – Loose
9. Various Artists – Junior Eurosong 2007
10. Justin Timberlake – Futuresex/Lovesounds

## Beeldende kunst

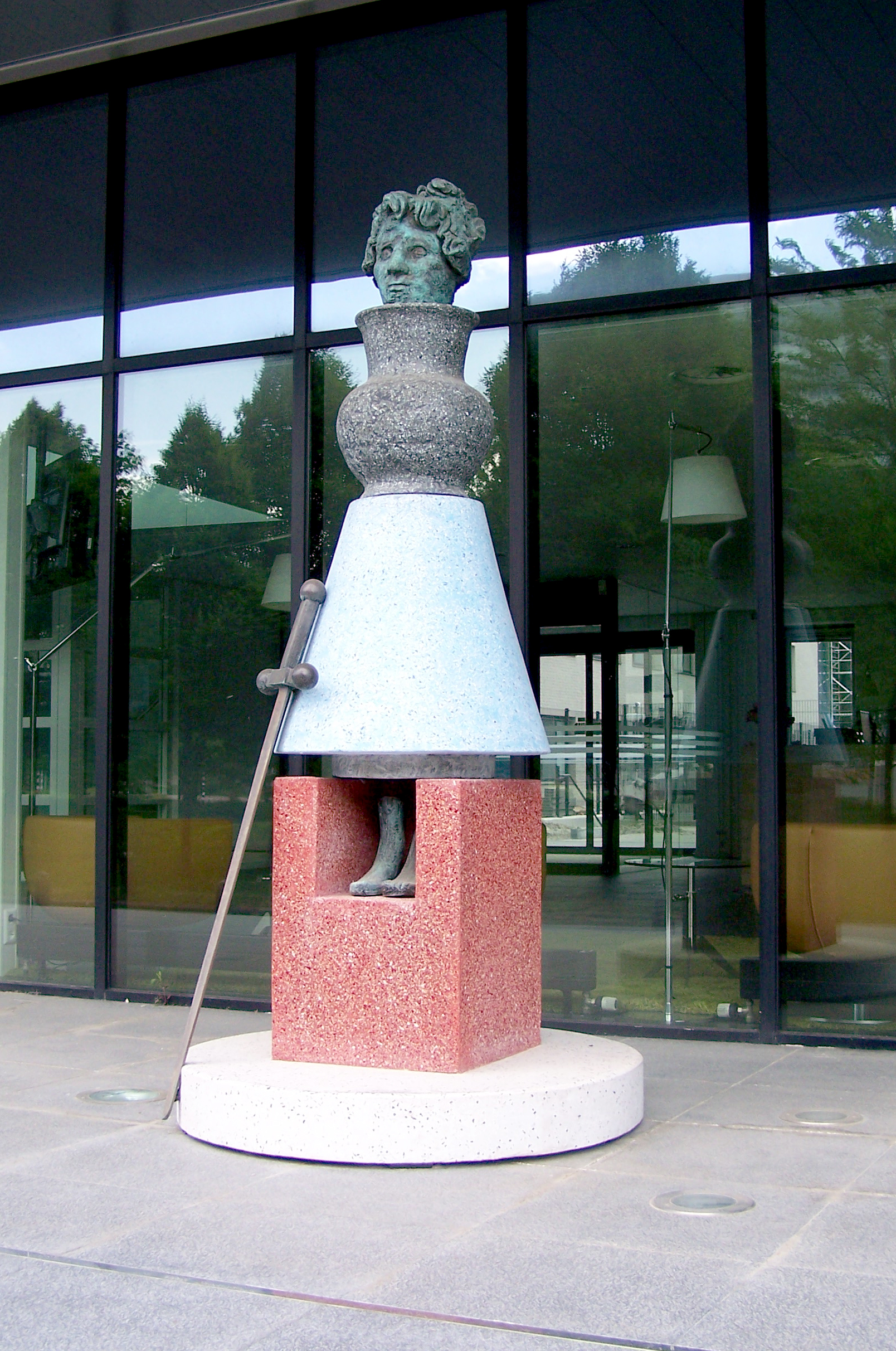
Beschermengel (2007), Utrecht Nicolas Dings

## Bouwkunst

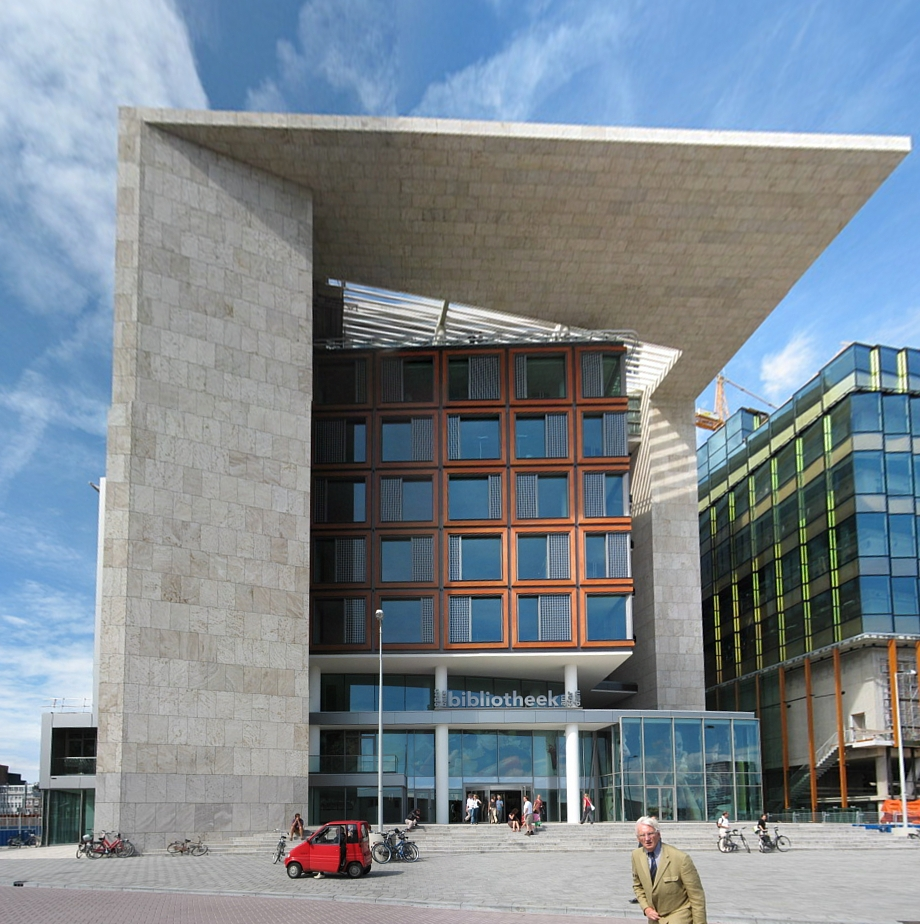
Openbare Bibliotheek, Amsterdam Jo Coenen
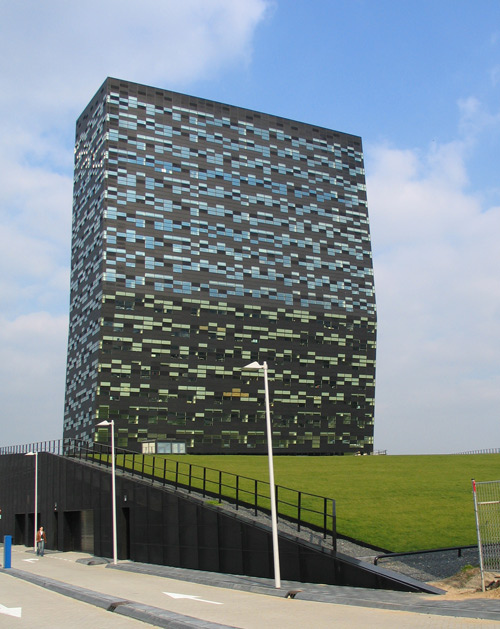
Gebouw FiftyTwoDegrees, Nijmegen Francine Houben en Francesco Veenstra
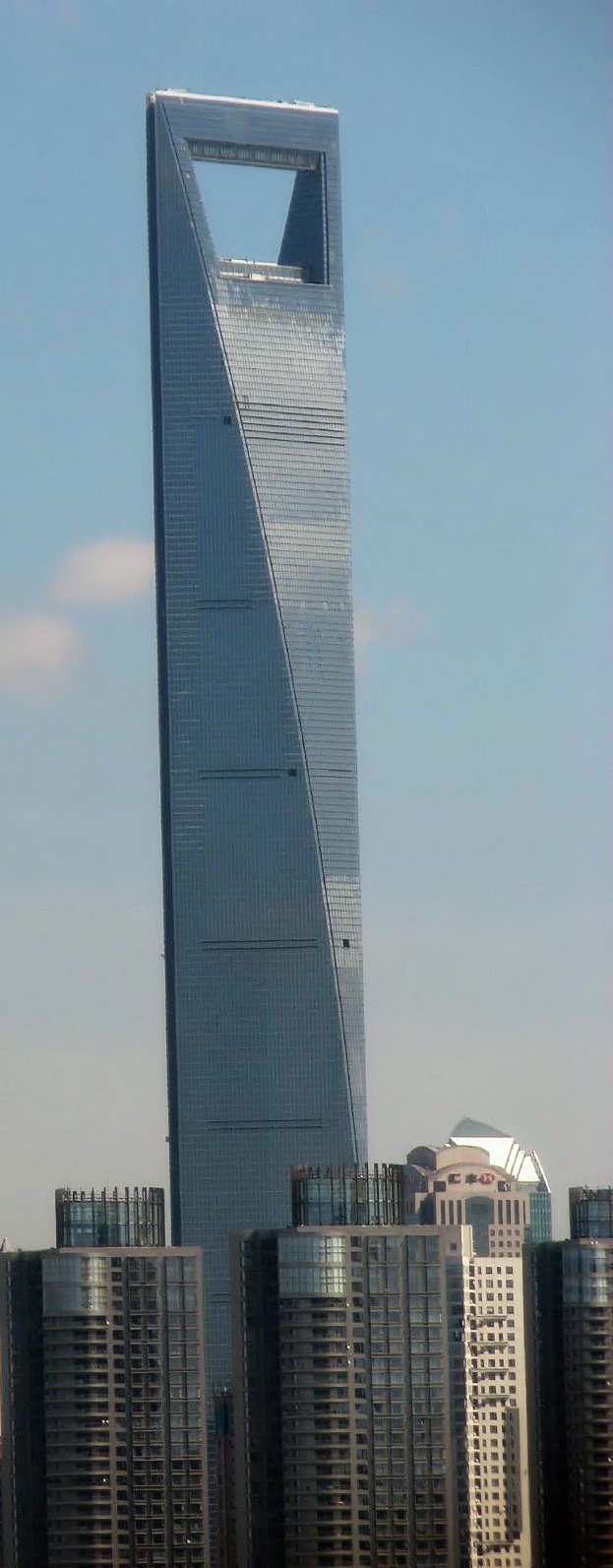
Shanghai World Financial Center, Kohn Pedersen Fox

## Geboren
Januari
- 1 - Aberdeen O'Driscoll, Belgische gymnast
- 7 - Frøya Dorsin, Noors voetbalster
- 7 - Aurelia Nobels, Braziliaans-Belgisch-Amerikaans autocoureur
- 8 - Simon Vernie, Belgisch basketballer
- 10 - Maléna, Armeens zangeres
- 19 - Harrison Armstrong, Engels voetballer
- 27 - Emma Felbermayr, Oostenrijks autocoureur
- 30 - Sydney Schertenleib, Zwitsers voetbalster

Februari
- 4 - Sebastian Murray, Schots-Emirati autocoureur
- 13 - Dina Haizoun, Nederlands voetbalster

Maart
- 1 - Claire Weinstein, Amerikaans zwemster
- 5 - Roman Griffin Davis, Brits acteur
- 6 - Sarah Dumont, Belgisch zwemster
- 11 - Sophie Proost, Nederlands voetbalster
- 27 - Chloe Chong, Brits-Canadees autocoureur
- 29 - Kyra Koopman, Nederlands voetbalster

April
- 7 - Dechamaily Lont, Nederlands voetbalster
- 7 - Gioia Parijs, Nederlands actrice en zangeres
- 10 - Ariane der Nederlanden, Nederlands prinses
- 13 - Felicia Schröder, Zweeds voetbalster
- 21 - Isabella van Denemarken, Deens prinses
- 22 - Mustafa Hekimoğlu, Turks voetballer
- 23 - Ugo Ugochukwu, Amerikaans autocoureur
- 24 - Estêvão, Braziliaans voetballer
- 27 - Jesse Carrasquedo jr., Mexicaans autocoureur
- 29 – Sofía van Spanje, Spaans prinses

Mei
- 11 - Louis Sharp, Nieuw-Zeelands autocoureur
- 17 - Emily Nahon, Nederlands voetbalster

Juni
- 1 - Nicola Lacorte, Italiaans autocoureur
- 11 - Oscar Olivier, Belgisch voetballer
- 12 - Lily Yohannes, Eritrees-Amerikaans voetbalster
- 27 - Théophile Naël, Frans autocoureur

Juli
- 14 - Lamine Yamal, Spaans voetballer
- 27 - Alyvia Alyn Lind, Amerikaans actrice
- 29 - Noah Strømsted, Deens autocoureur

Augustus
- 2 - Hester Algra, Nederlands voetbalster
- 8 - Arvid Lindblad, Brits autocoureur
- 9 - Aiva Anagnostiadis, Australisch autocoureur
- 15 - Jens Mathijsen, Nederlands voetballer
- 22 - Machteld van Foreest, Nederlands schaakster

Oktober
- 1 - Max Taylor, Amerikaans autocoureur

November
- 3 - Ever Anderson, Amerikaans-Brits actrice
- 7 - Lenthe Hardiek, Nederlands voetbalster

December
- 10 - Kiki Scholten, Nederlands voetbalster
- 17 - James Mountbatten-Windsor, Brits adellijke
- 21 - Rose Ivens, Nederlands voetbalster
- 25 - Evagoras Papasavvas, Amerikaans-Cypriotisch autocoureur

## Weer

### Nederland
In Nederland bedroeg de gemiddelde temperatuur over heel 2007 11,2 °C, wat vrijwel exact even warm was als 2006, waardoor beide jaren bij het KNMI als de warmste ooit sinds het begin van de metingen (1706) te boek gingen. Dit bleef zo totdat er in 2014 een nieuw warmterecord werd gevestigd.

### Weerextremen in België
- 9 januari: hoogste etmaalgemiddelde temperatuur ooit op deze dag : 11,4 °C.
- 10 januari: hoogste etmaalgemiddelde temperatuur: 12,7 °C. Dit is de warmste dag ooit in de maand januari.
- 18 januari: hoogste etmaalgemiddelde temperatuur ooit op deze dag: 11,9 °C.
- 19 januari: hoogste etmaalgemiddelde temperatuur ooit op deze dag: 11,5 °C.
- 20 januari: hoogste etmaalgemiddelde temperatuur 11,9 °C en hoogste maximumtemperatuur (12,8 °C) ooit op deze dag.
- januari: Januari met hoogste gemiddelde dampdruk: 9 hPa (normaal 6,5 hPa).
- januari: Januari met hoogste gemiddelde maximumtemperatuur: 9,3 °C (normaal 5,1 °C).
- januari: Januari met hoogste gemiddelde minimumtemperatuur: 4,9 °C (normaal -0,3 °C).
- januari: Januari met hoogste gemiddelde temperatuur: 7,2 °C (normaal 2,6 °C).
- 16 februari: hoogste maximumtemperatuur ooit op deze dag: (16,2 °C)
- 28 februari: hoogste etmaalsom van de neerslag ooit op deze dag: 17,7 mm.
- winter: Winter met hoogste gemiddelde temperatuur: 6,6 °C (normaal 3,5 °C).
- 13 april: hoogste maximumtemperatuur ooit op deze dag: 25,6 °C.
- 14 april: hoogste etmaalgemiddelde temperatuur : 19,7 °C en hoogste maximumtemperatuur: 27,2 °C ooit op deze dag
- 15 april: hoogste etmaalgemiddelde temperatuur ooit op deze dag: 20,8 °C en hoogste maximumtemperatuur: 28,7 °C. Dit is de hoogste maximumtemperatuur ooit in de maand april.
- 24 april: hoogste maximumtemperatuur ooit op deze dag: 25,7 °C.
- 25 april: hoogste etmaalgemiddelde temperatuur: 20,5 °C en hoogste maximumtemperatuur: 27,9 °C ooit op deze dag.
- 26 april: hoogste etmaalgemiddelde temperatuur: 20,1 °C en hoogste maximumtemperatuur: 27,5 °C ooit op deze dag.
- 27 april: hoogste etmaalgemiddelde temperatuur: 19,7 °C en hoogste maximumtemperatuur: 27,1 °C ooit op deze dag.
- 28 april: hoogste etmaalgemiddelde temperatuur: 20,5 °C en hoogste maximumtemperatuur: 27,2 °C ooit op deze dag.
- 29 april: hoogste etmaalgemiddelde temperatuur ooit op deze dag: 19,4 °C.
- april: april met hoogste gemiddelde maximumtemperatuur: 20,5 °C (normaal 13,1 °C).
- april: april met hoogste gemiddelde temperatuur: 14,3 °C (normaal 9 °C).
- april: april met hoogste zonneschijnduur: 332 uur (normaal 178 uur).
- april: absoluut maandrecord met laagst aantal neerslagdagen: 0 (normaal 17).
- april: absoluut maandrecord met laagste neerslagtotaal: 0 mm (normaal 53,1 mm).
- april: april met laagste gemiddelde windsnelheid: 2,8 m/s (normaal 3,7 m/s).
- 31 maart tot en mei 5 mei: langste aaneengesloten periode zonder neerslag ooit (36 dagen)
- lente: Lente met hoogste gemiddelde temperatuur: 12,3 °C (normaal 9,5 °C).
- 27 september: hoogste etmaalsom van de neerslag ooit op deze dag: 13,2 mm.
- oktober: oktober met laagste gemiddelde windsnelheid: 2,4 m/s (normaal 3,4 m/s).
- 2 december: hoogste etmaalsom van de neerslag ooit op deze dag: 23,5 mm.
- Jaarrecord: Tot nu toe warmste jaar ooit: jaargemiddelde temperatuur is 11,5 °C. (normaal 9,7 °C). In 2011 wordt dit record met 11,6 °C gebroken.

Bron: KMI Gegevens Ukkel 1901-2003 met aanvullingen 